# GFF Super League
Guyana Football Federation (GFF) National Super League – najwyższy poziom rozgrywek piłkarskich w Gujanie.
Najstarsze rozgrywki ligowe w Gujanie – liga regionu Georgetown – odbywały się już w 1961 roku, niemniej jednak klub FC Georgetown rozgrywał swoje mecze już w latach czterdziestych. W 1971 roku drużyna Thomas United została pierwszym gujańskim zespołem, która zakwalifikowała się do Pucharu Mistrzów CONCACAF, lecz nie wiadomo, czy poprzez zostanie mistrzem amatorskiej ligi ogólnokrajowej, czy jedynie rozgrywek Georgetown. Oficjalne rozgrywki ogólnokrajowe, nazwane NBIC Championship, powstały dopiero w 1990 roku i skupiały najlepsze kluby z poszczególnych turniejów regionalnych. W latach 1992–1993 liga nie odbyła się, natomiast w latach 1994–1997 została rozegrana pod nazwą Carib League, która obecnie jest jedną z regionalnych lig. W latach 1998–2000 powrócono do nazwy NBIC Championship, po czym ligę przemianowano na National Super League. W latach 2002–2009 nie odbywały się rozgrywki o mistrzostwo kraju, a drużyny występowały jedynie w spotkaniach o triumf w danym regionie. Ogólnokrajową ligę gujańską wznowiono w roku 2009.
Liga gujańska jest rozgrywana w systemie wiosna-jesień, a w systemie jesień-wiosna kluby występowały w latach 1999–2002 i 2009–2010. Mistrz Gujany jest wyłaniany co rok. Najlepsze gujańskie kluby występują w CFU Club Championship oraz Lidze Mistrzów CONCACAF.

## Obecny skład
W sezonie 2012 w GFF Super League występują następujące kluby:
| Klub            | Region         | Tytuły mistrzowskie |
| --------------- | -------------- | ------------------- |
| Alpha United    | Georgetown     | 3                   |
| Amelia's Ward   | Upper Demerara | 0                   |
| Buxton United   | East Demerara  | 0                   |
| Den Amstel      | West Demerara  | 0                   |
| Milerock        | Linden         | 1                   |
| Pele            | Georgetown     | 0                   |
| Rosignol United | Berbice        | 0                   |
| Seawall         | West Demerara  | 0                   |
| Victoria Kings  | East Demerara  | 0                   |
| Western Tigers  | Georgetown     | 1                   |

## Wyniki
| Sezon     | NBIC Championship     | NBIC Championship     |
| Sezon     | Mistrz                | Wicemistrz            |
| --------- | --------------------- | --------------------- |
| 1990      | Santos                |                       |
| 1991      | Santos                |                       |
| 1992      |                       |                       |
| 1993      |                       |                       |
| Sezon     | Carib League          | Carib League          |
| Sezon     | Mistrz                | Wicemistrz            |
| 1994      | Western Tigers        | Bakewell Topp XX      |
| 1995      | Milerock              | Pele                  |
| 1996      | Omai Gold Seekers     |                       |
| 1997      | Bakewell Topp XX      |                       |
| Sezon     | NBIC Championship     | NBIC Championship     |
| Sezon     | Mistrz                | Wicemistrz            |
| 1998      | Santos                | Fruta Conquerors      |
| 1999/2000 |                       |                       |
| Sezon     | National Super League | National Super League |
| Sezon     | Mistrz                | Wicemistrz            |
| 2000/2001 | Fruta Conquerors      | Real Victoria Kings   |
| 2001/2002 |                       |                       |
| 2002/2003 |                       |                       |
| 2003/2004 |                       |                       |
| 2004/2005 |                       |                       |
| 2005/2006 |                       |                       |
| 2006/2007 |                       |                       |
| 2007/2008 |                       |                       |
| 2008/2009 |                       |                       |
| 2009/2010 | Alpha United          | Guyana Defence Force  |
| 2010      | Alpha United          | Milerock              |
| 2011      |                       |                       |
| 2012      | Alpha United          | Western Tigers        |